# XII Governo Constitucional de Portugal

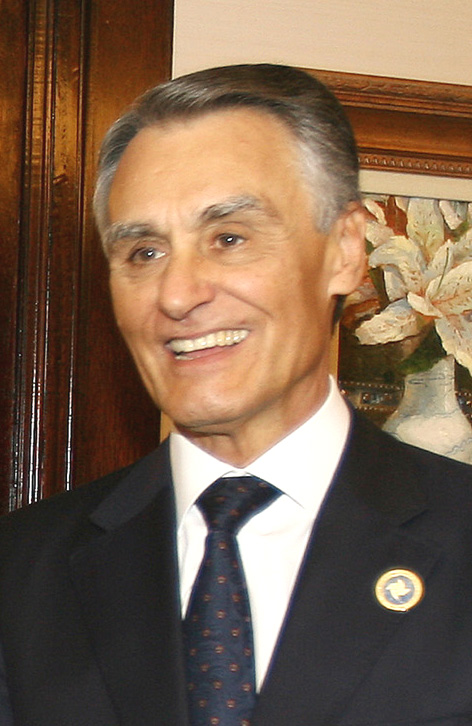
O Primeiro-Ministro Aníbal Cavaco Silva.

O XII Governo Constitucional de Portugal tomou posse a 31 de outubro de 1991, sendo chefiado por Aníbal Cavaco Silva e constituído pelo Partido Social-Democrata, com base nos resultados das eleições de 6 de outubro de 1991. Terminou o seu mandato a 28 de outubro de 1995, devido ao termo da legislatura.

## Composição
A sua constituição era a seguinte:
Legenda de cores
| Cargo                                                    | Detentor | Detentor                             | Detentor | Período                                        |
| -------------------------------------------------------- | -------- | ------------------------------------ | -------- | ---------------------------------------------- |
| Primeiro-Ministro                                        |          | Aníbal Cavaco Silva (1939–)          |          | 31 de outubro de 1991 a 28 de outubro de 1995  |
| Ministro da Presidência                                  |          | Fernando Nogueira (1950–)            |          | 31 de outubro de 1991 a 16 de março de 1995    |
| Ministro-Adjunto e dos Assuntos Parlamentares            |          | António Couto dos Santos (1949–2025) |          | 31 de outubro de 1991 a 19 de março de 1992    |
| Ministro-Adjunto                                         |          | Luís Marques Mendes (1957–)          |          | 19 de março de 1992 a 28 de outubro de 1995    |
| Ministro da Defesa Nacional                              |          | Fernando Nogueira (1950–)            |          | 31 de outubro de 1991 a 16 de março de 1995    |
| Ministro da Defesa Nacional                              |          | António Figueiredo Lopes (1936–)     |          | 16 de março de 1995 a 28 de outubro de 1995    |
| Ministro da Administração Interna                        |          | Manuel Dias Loureiro (1951–)         |          | 31 de outubro de 1991 a 28 de outubro de 1995  |
| Ministro das Finanças                                    |          | Jorge Braga de Macedo (1946–)        |          | 31 de outubro de 1991 a 7 de dezembro de 1993  |
| Ministro das Finanças                                    |          | Eduardo Catroga (1942–)              |          | 7 de dezembro de 1993 a 28 de outubro de 1995  |
| Ministro do Planeamento e da Administração do Território |          | Luís Valente de Oliveira (1937–)     |          | 31 de outubro de 1991 a 28 de outubro de 1995  |
| Ministro da Justiça                                      |          | Álvaro Laborinho Lúcio (1941–)       |          | 31 de outubro de 1991 a 28 de outubro de 1995  |
| Ministro dos Negócios Estrangeiros                       |          | João de Deus Pinheiro (1945–)        |          | 31 de outubro de 1991 a 12 de novembro de 1992 |
| Ministro dos Negócios Estrangeiros                       |          | José Manuel Durão Barroso (1956–)    |          | 12 de novembro de 1992 a 28 de outubro de 1995 |
| Ministro da Agricultura                                  |          | Arlindo da Cunha (1950–)             |          | 31 de outubro de 1991 a 21 de maio de 1994     |
| Ministro da Agricultura                                  |          | António Duarte Silva (1941–2011)     |          | 21 de maio de 1994 a 28 de outubro de 1995     |
| Ministro do Mar                                          |          | Eduardo Azevedo Soares (1941–2010)   |          | 31 de outubro de 1991 a 16 de março de 1995    |
| Ministro do Mar                                          |          | António Duarte Silva (1941–2011)     |          | 16 de março de 1995 a 28 de outubro de 1995    |
| Ministro da Indústria e Energia                          |          | Luís Mira Amaral (1945–)             |          | 31 de outubro de 1991 a 28 de outubro de 1995  |
| Ministro da Educação                                     |          | Diamantino Durão (1944–)             |          | 31 de outubro de 1991 a 19 de março de 1992    |
| Ministro da Educação                                     |          | António Couto dos Santos (1949–2025) |          | 19 de março de 1992 a 7 de dezembro de 1993    |
| Ministro da Educação                                     |          | Manuela Ferreira Leite (1940–)       |          | 7 de dezembro de 1993 a 28 de outubro de 1995  |
| Ministro das Obras Públicas, Transportes e Comunicações  |          | Joaquim Ferreira do Amaral (1945–)   |          | 31 de outubro de 1991 a 28 de outubro de 1995  |
| Ministro da Saúde                                        |          | Arlindo de Carvalho (1945–)          |          | 31 de outubro de 1991 a 7 de dezembro de 1993  |
| Ministro da Saúde                                        |          | Paulo Mendo (1932–2025)              |          | 7 de dezembro de 1993 a 28 de outubro de 1995  |
| Ministro do Emprego e da Segurança Social                |          | José Silva Peneda (1950–)            |          | 31 de outubro de 1991 a 7 de dezembro de 1993  |
| Ministro do Emprego e da Segurança Social                |          | José Falcão e Cunha (1932–2009)      |          | 7 de dezembro de 1993 a 28 de outubro de 1995  |
| Ministro do Comércio e Turismo                           |          | Fernando Faria de Oliveira (1941–)   |          | 31 de outubro de 1991 a 28 de outubro de 1995  |
| Ministério do Ambiente e Recursos Naturais               |          | Carlos Borrego (1948–)               |          | 31 de outubro de 1991 a 11 de junho de 1993    |
| Ministério do Ambiente e Recursos Naturais               |          | Teresa Gouveia (1946–)               |          | 11 de junho de 1993 a 28 de outubro de 1995    |
|                                                          |          |                                      |          |                                                |
| Ministro da República para a Região Autónoma dos Açores  |          | Mário Pinto (1931–)                  |          | 31 de outubro de 1991 a 28 de outubro de 1995  |
| Ministro da República para a Região Autónoma da Madeira  |          | Artur Rodrigues Consolado (1932–)    |          | 31 de outubro de 1991 a 28 de outubro de 1995  |